# Acer tschonoskii
Acer tschonoskii é uma espécie de árvore do gênero Acer, pertencente à família Aceraceae.